# The Best of David Bowie 1974/1979
The Best of David Bowie 1974/1979 is een compilatiealbum van de Britse muzikant David Bowie, uitgebracht in 1998. Het is het vervolg op het album The Best of David Bowie 1969/1974 en bevat diverse singles en enkele albumtracks die Bowie uitbracht tussen 1974 en 1979. Het album was ook opgenomen als de tweede cd van het album The Platinum Collection.

## Tracklist
- Alle nummers geschreven door Bowie, tenzij anders aangegeven.
- Van de nummers "Golden Years", "Young Americans", "TVC 15" en ""Heroes"" werden de singleversies gebruikt in plaats van de albumversies.

1. "Sound and Vision" (van Low, 1977) – 3:02
2. "Golden Years" (van Station to Station, 1976) – 3:28
3. "Fame" (van Young Americans, 1975) (Bowie/John Lennon/Carlos Alomar) – 4:13
4. "Young Americans" (van Young Americans) – 3:12
5. "John, I'm Only Dancing (Again)" (non-album single, 1979) – 6:59
6. "Can You Hear Me?" (van Young Americans) – 5:05
7. "Wild Is the Wind" (van Station to Station) (Dmitri Tjomkin/Ned Washington) – 5:59
8. "Knock on Wood" (van David Live, 1974) (Steve Cropper/Eddie Floyd) – 2:58
9. "TVC 15" (van Station to Station) – 3:52
10. "1984" (van Diamond Dogs, 1974) – 3:25
11. "It's Hard to Be a Saint in the City" (van Sound + Vision, 1989, opgenomen in 1975 voor Station to Station) (Bruce Springsteen) – 3:46
12. "Look Back in Anger" (van Lodger, 1979) (Bowie/Brian Eno) – 3:06
13. "The Secret Life of Arabia" (van "Heroes", 1977) (Bowie/Eno/Alomar) – 3:45
14. "DJ" (van Lodger) (Bowie/Eno/Alomar) – 4:02
15. "Beauty and the Beast" (van "Heroes") – 3:34
16. "Breaking Glass" (van Low) (Bowie/Dennis Davis/George Murray) – 1:51
17. "Boys Keep Swinging" (van Lodger) (Bowie/Eno) – 3:18
18. ""Heroes"" (van "Heroes") (Bowie/Eno) – 3:33